# 布里庫利亞
49°56′56″N 27°1′16″E / 49.94889°N 27.02111°E
布里庫利亞（烏克蘭語：Брикуля），是烏克蘭的村落，位於該國西部赫梅利尼茨基州，由舍佩蒂夫卡區負責管轄，處於穆霍韋齊河畔，面積78平方公里，海拔高度262米，2011年人口212。